# Chad Kelly
(en) Statistiques sur pro-football-reference
(en) Statistiques sur statscrew
Chad Kelly, né le 26 mars 1994, est un sportif professionnel américain de football américain et de football canadien qui évolue à la position de quarterback (quart arrière en français québécois).
Il joue depuis 2022 pour les Argonauts de Toronto dans la Ligue canadienne de football (LCF), avec qui il a remporté la coupe Grey 2022. Il est désigné joueur par excellence de la ligue en 2023.
Ses écarts de comportement lui ont cependant causé des problèmes à certains moments de sa carrière.

## Biographie

### Carrière scolaire et universitaire
Chad Kelly nait à Buffalo dans l'État de New York. Il passe sa jeunesse dans la région de Buffalo, jusqu'à ce que son père, gérant de supermarché, soit transféré à Red Lion (Pennsylvanie). Il fait partie de l'équipe de football américain de la Red Lion High School mais en est expulsé en 2009 à la suite de sanctions disciplinaires. Il retourne alors dans la région de Buffalo où il étudie au St. Joseph's Collegiate Institute de Tonawanda. Il y devient un quarterback vedette et accepte l'offre de l'université de Clemson pour jouer au niveau de la NCAA. Sous statut de redshirt lors de sa première saison (2012), il joue pour les Tigers en 2013 mais est renvoyé de l'université en 2014 à la suite de nouveaux écarts de conduite. Il intègre alors le collège communautaire d'East Mississippi Community College (en), où il joue brillamment en 2014, mènant son équipe au championnat de la National Junior College Athletic Association. 
Ce succès lui permet d'obteir un transfert chez les Rebels d'Ole Miss. Quarterback titulaire en 2015, il remporte le Sugar Bowl 2016 en inscrivant 4 touchdowns à la passe et est désigne MVP match. Il se blesse en 2016 et ne participe qu'à 9 matchs.

### Carrière professionnelle

#### National Football League
Chad Kelly est sélectionné lors du 253e et dernier choix de la draft 2017 de la NFL (Mr. Irrelevant) par la franchise des Broncos de Denver  Il ne joue pas en 2017 toujours à la suite de la blessure encourue en 2016. Il est retenu dans l'équipe en 2018 mais ne participe cependant qu'à un seul match avant d'être arrêté en octobre à la suite d'une violation de domicile lors d'une soirée d'Halloween trop arrosée. Il est immédiatement libéré par les Broncos. 
Les Colts d'Indianapolis signent Kelly en mai 2019 mais il ne joue finalement aucun match pour cette franchise et il est libéré en septembre 2020.
Il reste sans équipe en 2021.

#### Ligue canadienne de football
En février 2022, les Argonauts de Toronto font l'acquisition de Kelly. Lors de sa première saison, il est substitut de McLeod Bethel-Thompson et voit peu d'action. Il est cependant amené à entrer sur le terrain lors de la coupe Grey 2022 à la suite de la blessure du quarterback Bethel-Thompson. Il termine le match et contribue à la victoire des Argonauts. L'année suivante, avec le départ de Bethel-Thompson, l'entraîneur principal Ryan Dinwiddie (en) désigne Kelly en tant que titulaire pour le poste de quarterback. Kelly réalise une saison exceptionnelle ce qui lui vaut le titre de joueur par excellence de la ligue.
Avant le début de la saison 2024, Chad Kelly est suspendu par la ligue pour un minimum de neuf matchs, à la suite d'une plainte pour harcèlement sexuel et menaces, déposée par une thérapeute sportive des Argonauts.

### Liens familiaux
Chad Kelly est le neveu du quarterback Jim Kelly, intronisé au Pro Football Hall of Fame.

## Trophées et honneurs
- Meilleur joueur (MVP) du Sugar Bowl : 2016[5]
- Joueur par excellence de la Ligue canadienne de football : 2023
- Trophée Terry-Evanshen (joueur par excellence de la division Est) : 2023
- Équipe d'étoiles de la Ligue canadienne de football : 2023[13]
- Équipe d'étoiles de la division Est de la LCF : 2023[13]